# فصول مغاک
«فصول مغاک» (به انگلیسی: Seasons in the Abyss) آلبومی از گروه موسیقی ترش متال اسلیر است که در سال ۱۹۹۰ میلادی منتشر شد.